# Allemans (Dordogne)
Pour les articles homonymes, voir Allemans.
Allemans [almɑ̃] est une commune française située dans le département de la Dordogne, en région Nouvelle-Aquitaine.

## Géographie

### Généralités
Dans le quart nord-ouest du département de la Dordogne, en Ribéracois, la commune d'Allemans est limitrophe du département de la Charente. Elle est bordée au sud-est et à l'ouest par la Dronne, également à l'ouest par la Lizonne et au nord par son affluent la Sauvanie. C'est une commune rurale qui fait partie de l'aire d'attraction de Ribérac, zonage d’étude défini par l'Insee, qui a remplacé en 2020 l'aire urbaine de Ribérac qui n'incluait pas la commune.
À l'intersection des routes départementales (RD) 106 et 709, le petit bourg d'Allemans se situe, en distances orthodromiques, cinq kilomètres au nord-nord-ouest du centre-ville de Ribérac.
La commune est également desservie à l'ouest par la RD 100.

### Communes limitrophes
Allemans est limitrophe de huit autres communes, dont une en Charente. À l'ouest, son territoire est distant de moins de 400 mètres de celui de Petit-Bersac.
| Saint-Séverin (Charente) | Saint-Paul-Lizonne - Lusignac | Bertric-Burée |
| Bourg-du-Bost            | Allemans                      | Villetoureix  |
| Comberanche-et-Épeluche  | Ribérac                       |               |

### Géologie et relief

#### Géologie
Situé sur la plaque nord du Bassin aquitain et bordé à son extrémité nord-est par une frange du Massif central, le département de la Dordogne présente une grande diversité géologique. Les terrains sont disposés en profondeur en strates régulières, témoins d'une sédimentation sur cette ancienne plate-forme marine. Le département peut ainsi être découpé sur le plan géologique en quatre gradins différenciés selon leur âge géologique. Allemans est située dans le troisième gradin à partir du nord-est, un plateau formé de calcaires hétérogènes du Crétacé.
Les couches affleurantes sur le territoire communal sont constituées de formations superficielles du Quaternaire datant du Cénozoïque et de roches sédimentaires du Mésozoïque. La formation la plus ancienne, notée c5a(2), date du Campanien 1, des calcaires packstone à wackstone crayo-marneux gris blanchâtres à subalvéolines à silex gris ou noirs. La formation la plus récente, notée CFvs, fait partie des formations superficielles de type colluvions carbonatées de vallons secs : sable limoneux à débris calcaires et argile sableuse à débris. Le descriptif de ces couches est détaillé dans  la feuille « no 757 - Ribérac » de la carte géologique au 1/50 000 de la France métropolitaine, et sa notice associée.

Carte géologique d'Allemans.

#### Relief et paysages
Le département de la Dordogne se présente comme un vaste plateau incliné du nord-est (491 m, à la forêt de Vieillecour dans le Nontronnais, à Saint-Pierre-de-Frugie) au sud-ouest (2 m à Lamothe-Montravel). L'altitude du territoire communal varie quant à elle entre 47 m et 167 m,.
Dans le cadre de la Convention européenne du paysage entrée en vigueur en France le 1er juillet 2006, renforcée par la loi du 8 août 2016 pour la reconquête de la biodiversité, de la nature et des paysages, un atlas des paysages de la Dordogne a été élaboré sous maîtrise d’ouvrage de l’État et publié en octobre 2020. Les paysages du département s'organisent en huit unités paysagères et 14 sous-unités. La commune est dans le Ribéracois, une région naturelle possédant un relief vallonné avec des altitudes moyennes comprises autour des 130-160 m, sculpté par la Dronne et ses nombreux affluents. Les paysages sont ondulés de grandes cultures dont les vastes horizons contrastent avec les paysages plus cloisonnés de la Dordogne,.
La superficie cadastrale de la commune publiée par l'Insee, qui sert de référence dans toutes les statistiques, est de 18,75 km2,,. La superficie géographique, issue de la BD Topo, composante du Référentiel à grande échelle produit par l'IGN, est quant à elle de 18,77 km2.

### Hydrographie

#### Réseau hydrographique
La commune est située dans le bassin de la Dordogne au sein du Bassin Adour-Garonne. Elle est drainée par la Dronne, la Lizonne, la Sauvanie, le Boulon, la Ganne et par divers petits cours d'eau, qui constituent un réseau hydrographique de 34 km de longueur totale,.
La Dronne, d'une longueur totale de 200,56 km, prend sa source dans la Haute-Vienne dans la commune de Bussière-Galant et se jette en rive droite de l'Isle — dont elle est le principal affluent — à Coutras en Gironde, au lieu-dit la Fourchée, face à la commune de Sablons,. Elle marque la limite communale face à Ribérac et Bourg-du-Bost, sur quatre kilomètres et demi, au sud et à l'ouest, en deux tronçons séparés par le territoire de la commune de Comberanche-et-Épeluche.
La Lizonne, appelée Nizonne dans sa partie amont, d'une longueur totale de 60,49 km, prend sa source dans la commune de Sceau-Saint-Angel et se jette dans la Dronne en rive droite en limite d'Allemans et de Saint-Séverin, face à la commune de Bourg-du-Bost,. Elle borde le territoire communal à l'ouest sur près de deux kilomètres, en limite de Saint-Séverin.
Autre affluent de rive droite de la Dronne, le Boulon arrose l'est de la commune sur près de quatre kilomètres, marquant la limite sur deux kilomètres face à Bertric-Burée et Villetoureix.
La Sauvanie, d'une longueur totale de 14,58 km, prend sa source dans la commune de Cherval et se jette dans la Lizonne en rive gauche en limite d'Allemans et Saint-Paul-Lizonne, face à la commune de Saint-Séverin,. Elle arrose le territoire communal au nord sur six kilomètres, formant plusieurs bras et servant presque intégralement de limite avec Lusignac et Saint-Paul-Lizonne.
Son affluent de rive droite la Ganne prend sa source dans le nord de la commune qu'elle baigne sur près de deux kilomètres et demi.

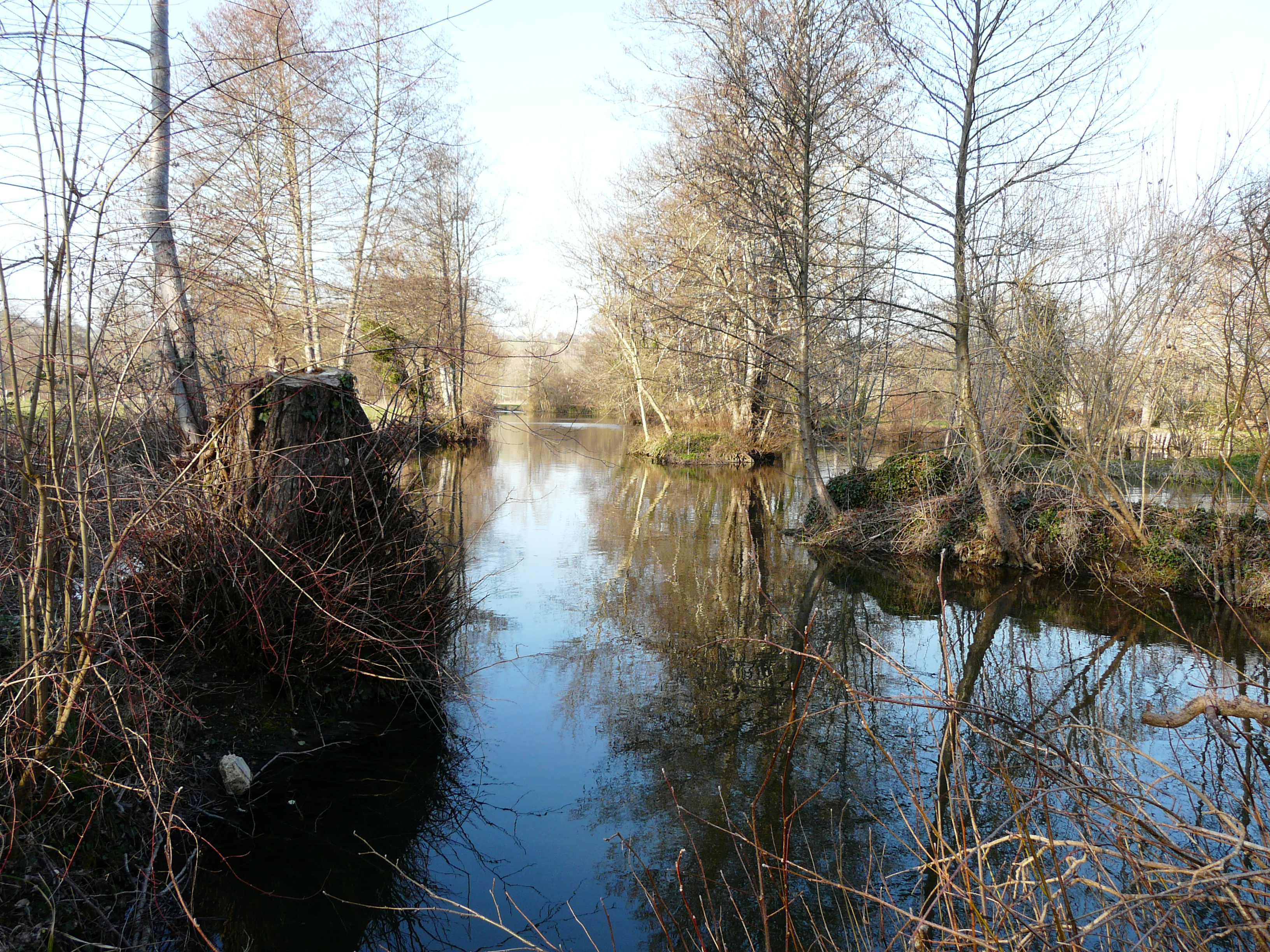
En aval du moulin de Papalis, la Dronne marque la limite entre Ribérac (à gauche) et Allemans.
Réseaux hydrographique et routier d'Allemans.

#### Gestion et qualité des eaux
Le territoire communal est couvert par le schéma d'aménagement et de gestion des eaux (SAGE) « Isle - Dronne ». Ce document de planification, dont le territoire regroupe les bassins versants de l'Isle et de la Dronne, d'une superficie de 7 500 km2, a été approuvé le 2 août 2021. La structure porteuse de l'élaboration et de la mise en œuvre est l'établissement public territorial de bassin de la Dordogne (EPIDOR). Il définit sur son territoire les objectifs généraux d’utilisation, de mise en valeur et de protection quantitative et qualitative des ressources en eau superficielle et souterraine, en respect des objectifs de qualité définis dans le troisième SDAGE  du Bassin Adour-Garonne qui couvre la période 2022-2027, approuvé le 10 mars 2022.
La qualité des eaux de baignade et des cours d’eau peut être consultée sur un site dédié géré par les agences de l’eau et l’Agence française pour la biodiversité.

### Climat
Pour des articles plus généraux, voir Climat de la Nouvelle-Aquitaine et Climat de la Dordogne.
Historiquement, la commune est exposée à un climat océanique aquitain.  
En 2020, Météo-France publie une typologie des climats de la France métropolitaine dans laquelle la commune est dans une zone de transition entre le climat océanique et le climat océanique altéré et est dans la région climatique Aquitaine, Gascogne, caractérisée par une pluviométrie abondante au printemps, modérée en automne, un faible ensoleillement au printemps, un été chaud (19,5 °C), des vents faibles, des brouillards fréquents en automne et en hiver et des orages fréquents en été (15 à 20 jours).
Pour la période 1971-2000, la température annuelle moyenne est de 12,5 °C, avec  une amplitude thermique annuelle de 14,7 °C. Le cumul annuel moyen de précipitations est de 919 mm, avec 12,8 jours de précipitations en janvier et 7 jours en juillet. Pour la période 1991-2020, la température moyenne annuelle observée sur la station météorologique la plus proche, située sur la commune de Saint-Martin-de-Ribérac à 7 km à vol d'oiseau, est de 13,5 °C et le cumul annuel moyen de précipitations est de 916,6 mm,. Pour l'avenir, les paramètres climatiques de la commune estimés pour 2050 selon différents scénarios sont consultables sur un site dédié publié par Météo-France en novembre 2022.

### Milieux naturels et biodiversité
Dans leur traversée de la commune, la Lizonne et sa vallée font partie d'une zone du réseau Natura 2000 « Vallée de la Nizonne » avec vingt espèces animales inscrites à l'annexe II de la directive 92/43/CEE de l'Union européenne :
- sept insectes : l'Agrion de Mercure (Coenagrion mercuriale), l'Azuré de la sanguisorbe (Phengaris teleius), la Cordulie à corps fin (Oxygastra curtisii), le Cuivré des marais (Lycaena dispar), le Damier de la succise (Euphydryas aurinia), le Fadet des laîches (Coenonympha oedippus) et le Gomphe de Graslin (Gomphus graslinii) ;
- dix mammifères : la Loutre d'Europe (Lutra lutra), le Vison d'Europe (Mustela lutreola), et huit chauves-souris : la Barbastelle d'Europe (Barbastella barbastellus), le Grand murin (Myotis myotis), le Grand rhinolophe (Rhinolophus ferrumequinum), le Minioptère de Schreibers (Miniopterus schreibersii), le Murin à oreilles échancrées (Myotis emarginatus), le Murin de Bechstein (Myotis bechsteinii), le Petit murin (Myotis blythii) et le Petit rhinolophe (Rhinolophus hipposideros) ;
- deux poissons : le Chabot fluviatile (Cottus perifretum) et la Lamproie de Planer (Lampetra  planeri) ;
- un reptile : la Cistude (Emys orbicularis).

## Urbanisme

### Typologie
Au 1er janvier 2024, Allemans est catégorisée commune rurale à habitat très dispersé, selon la nouvelle grille communale de densité à 7 niveaux définie par l'Insee en 2022.
Elle est située hors unité urbaine. Par ailleurs la commune fait partie de l'aire d'attraction de Ribérac, dont elle est une commune de la couronne,. Cette aire, qui regroupe 24 communes, est catégorisée dans les aires de moins de 50 000 habitants,.

### Occupation des sols
L'occupation des sols de la commune, telle qu'elle ressort de la base de données européenne d’occupation biophysique des sols Corine Land Cover (CLC), est marquée par l'importance des territoires agricoles (88,3 % en 2018), une proportion sensiblement équivalente à celle de 1990 (88,2 %). La répartition détaillée en 2018 est la suivante : 
zones agricoles hétérogènes (41,5 %), terres arables (32,1 %), prairies (14,7 %), forêts (11,7 %). L'évolution de l’occupation des sols de la commune et de ses infrastructures peut être observée sur les différentes représentations cartographiques du territoire : la carte de Cassini (XVIIIe siècle), la carte d'état-major (1820-1866) et les cartes ou photos aériennes de l'IGN pour la période actuelle (1950 à aujourd'hui).

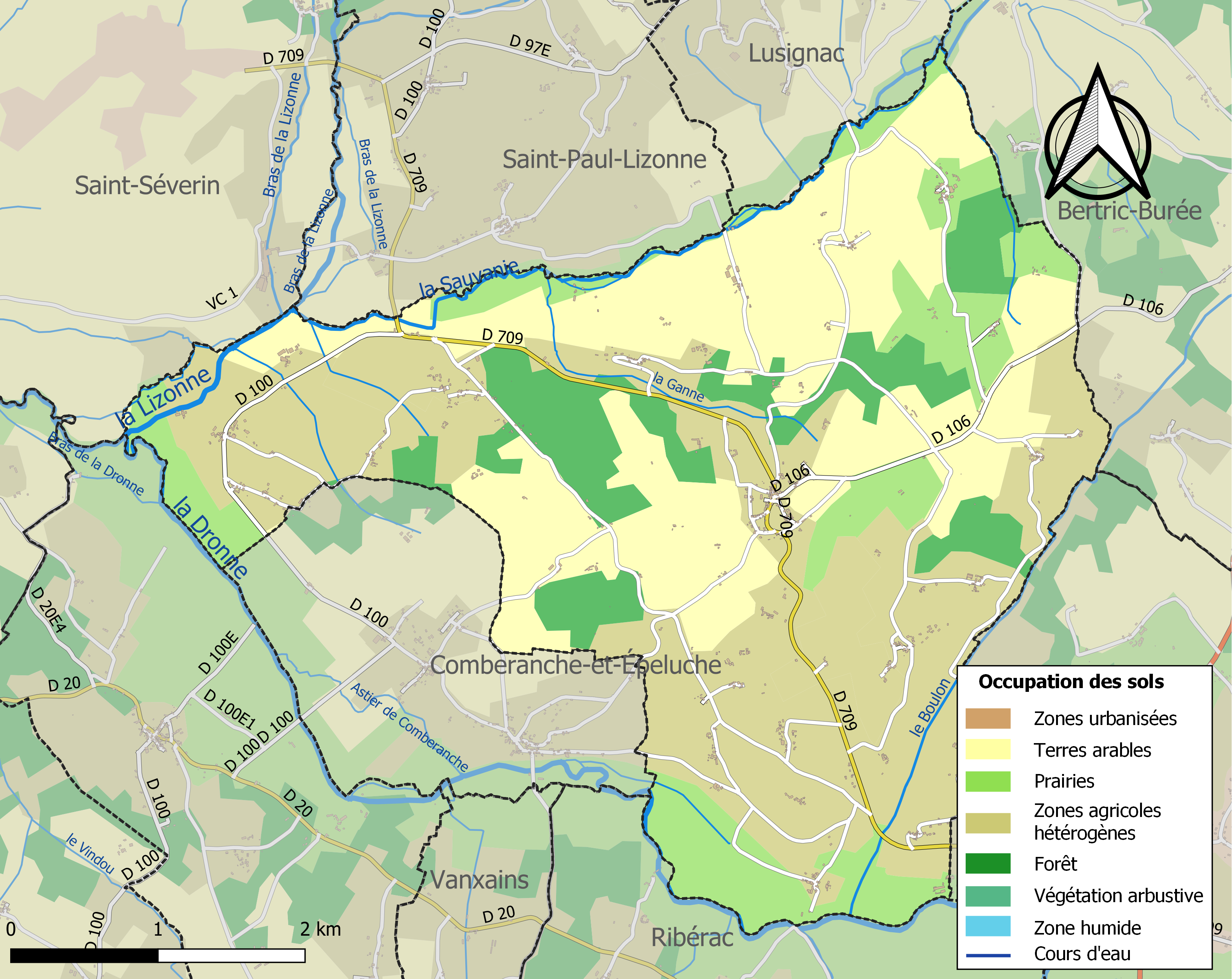
Carte des infrastructures et de l'occupation des sols de la commune en 2018 (CLC).

### Villages, hameaux et lieux-dits
Outre le bourg d'Allemans proprement dit, le territoire se compose d'autres villages ou hameaux, ainsi que de lieux-dits :
- le Bazat
- Bellevue
- Chez Bidou
- le Bonneval
- les Bordes
- Chez Bosviel
- la Boucherie
- les Bûches
- Chez Buret
- Chaufour
- Cheytout
- le Clapier
- le Claud
- les Combes
- la Cotte
- la Coutencie
- la Croix Blanche
- Croix de chez Chaloupy
- la Croix de la Chapelle
- Croix de Sainte-Valérie
- la Crousie
- le Durbet
- les Épinets
- la Font du Moulin
- le Galet
- la Ganne
- le Gélibert
- la Grande Borie
- les Jaures
- les Jouberties
- Larmalie
- Chez Lambrelin
- Lémérégie
- Leytérie
- la Lunerie
- le Maine du Bost
- le Mas
- Meynard
- le Meynieux
- les Michelies
- la Montagne
- Moulin du Pontet
- le Moutat
- Chez Naudy
- la Paquie
- le Péragu
- le Pigou
- les Plantes
- Plantivel
- le Poirier
- le Pontet
- le Porboutou les Brandes
- le Porboutou la Gabarre
- Chez le Prieur
- Puy de Beaumont
- Puycheyrou
- le Puylotte
- Chez Raynaud
- Chez Redon
- la Reyssie
- Chez Richard
- la Rigaudie
- la Rivière
- Rodesol
- le Roulet
- Chez Rouchou
- Chez Rouzou
- Savignac
- le Siette
- Chez Vignaud
- les Vigneries.

### Prévention des risques
Le territoire de la commune d'Allemans est vulnérable à différents aléas naturels : météorologiques (tempête, orage, neige, grand froid, canicule ou sécheresse), inondations, feux de forêts, mouvements de terrains et séisme (sismicité faible). Un site publié par le BRGM permet d'évaluer simplement et rapidement les risques d'un bien localisé soit par son adresse soit par le numéro de sa parcelle.
Certaines parties du territoire communal sont susceptibles d’être affectées par le risque d’inondation par débordement de cours d'eau, notamment la Dronne, la Lizonne et la Sauvanie. La commune a été reconnue en état de catastrophe naturelle au titre des dommages causés par les inondations et coulées de boue survenues en 1982, 1983, 1988, 1992, 1993, 1999 et 2009,.
Allemans est exposée au risque de feu de forêt. L’arrêté préfectoral du 14 mars 2013 fixe les conditions de pratique des incinérations et de brûlage dans un objectif de réduire le risque de départs d’incendie. À ce titre, des périodes sont déterminées : interdiction totale du 15 février au 15 mai et du 15 juin au 15 octobre, utilisation réglementée du 16 mai au 14 juin et du 16 octobre au 14 février. En septembre 2020, un plan inter-départemental de protection des forêts contre les incendies (PidPFCI) a été adopté pour la période 2019-2029,.

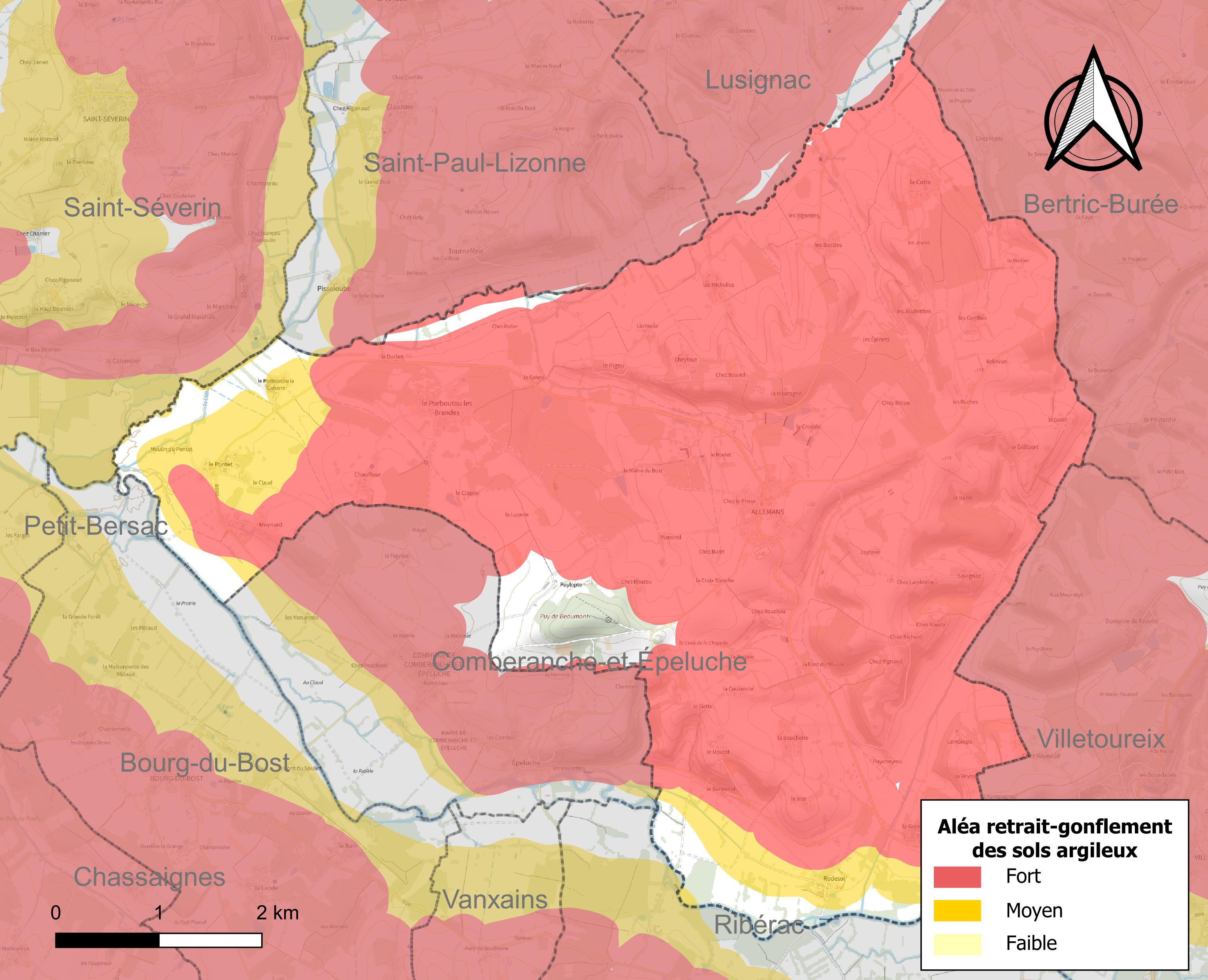
Carte des zones d'aléa retrait-gonflement des sols argileux d'Allemans.

Les mouvements de terrains susceptibles de se produire sur la commune sont des tassements différentiels. Le retrait-gonflement des sols argileux est susceptible d'engendrer des dommages importants aux bâtiments en cas d’alternance de périodes de sécheresse et de pluie. 91,9 % de la superficie communale est en aléa moyen ou fort (58,6 % au niveau départemental et 48,5 % au niveau national métropolitain). Depuis le 1er octobre 2020, en application de la loi ÉLAN, différentes contraintes s'imposent aux vendeurs, maîtres d'ouvrages ou constructeurs de biens situés dans une zone classée en aléa moyen ou fort,.
La commune a été reconnue en état de catastrophe naturelle au titre des dommages causés par la sécheresse en 1989, 1992 et 2011 et par des mouvements de terrain en 1999.

## Toponymie
Le nom de la localité est attesté sous sa forme occitane Alamans en 1350 et en 1382, Allemani en 1360.
Le nom d'Allemans se réfère au peuple germanique des Alamans.
En occitan, la commune porte le nom d'Alamans.

## Histoire
Le territoire communal a été occupé au Paléolithique.
La première mention écrite connue du lieu apparait au XIIIe siècle sous la forme, Allamans, suivie au siècle suivant de la forme latine Allemani, puis d'Alamans.
Le 26 mars 1944, des soldats allemands de la division Brehmer arrêtent à Ribérac un luthier, le conduisent à Allemans, au lieu-dit la Boucherie, chez un couple de métayers qui exploitent une ferme dont il est le propriétaire. Celle-ci ayant abrité des réfractaires au STO, les Allemands la fouillent de fond en comble avant de fusiller dans la cave le propriétaire et son métayer, puis d'incendier la ferme, laissant en vie la femme du métayer.
Le 27 juin 1966, une météorite tombe en partie sur la commune. On en retrouvera huit fragments pour un total de 271 kg, répartis entre Villetoureix et Saint-Séverin, dont cinq à Allemans, près de Chaufour (57,6 kg), le Porboutou-la Gabarre (45 kg), les Plantes (27,2 kg), le Durbet (19,9 kg) et Leytérie (2,7 kg).

## Politique et administration

### Rattachements administratifs
Dans le cadre de la réforme de 2014 définie par le décret du 21 février 2014, la commune reste rattachée au canton de Ribérac lequel, le 10 septembre 1926, a été rattaché à l'arrondissement de Périgueux.

### Administration municipale
La population de la commune étant comprise entre 500 et 1 499 habitants au recensement de 2017, quinze conseillers municipaux ont été élus en 2020,.

### Liste des maires

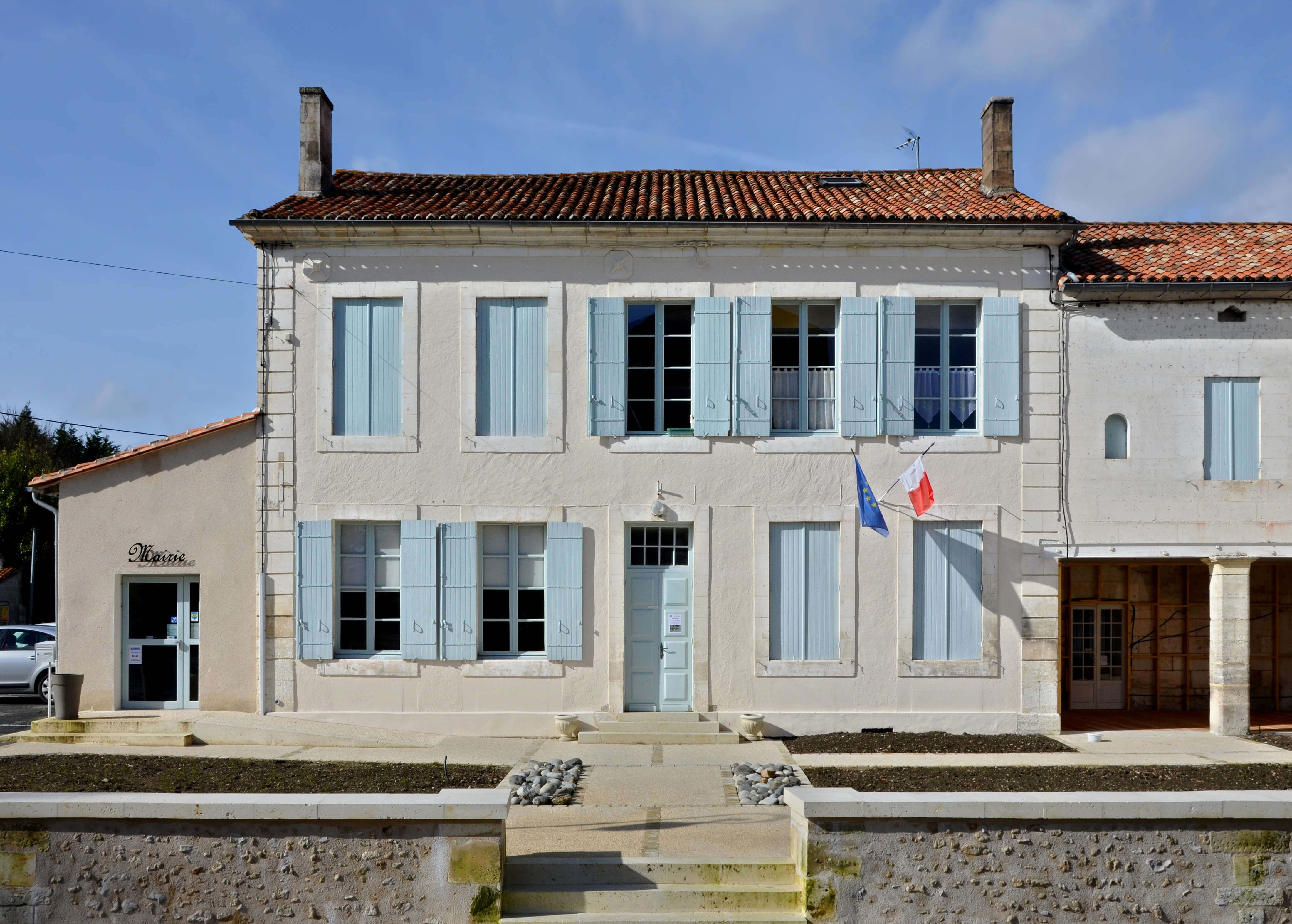
La mairie d'Allemans

| Période                                  | Période   | Identité                               | Étiquette | Qualité                                                                                               |
| ---------------------------------------- | --------- | -------------------------------------- | --------- | --- |
| Les données manquantes sont à compléter. |           |                                        |           | |
|                                          |           | François Vergnaud                      |           | officier public                                                                                       |
| brumaire an X (1802)                     | mai 1808  | Jean Batailh                           |           | |
| juin 1808                                |           | Raymond Étourneau Ducluzeaud           |           | |
| 1837                                     |           | Jean-Baptiste Desvergnes               |           | Docteur en médecine                                                                                   |
| octobre 1850                             | 1852      | du Burguet                             |           | |
| 1853                                     |           | P. Rochon Duvigneaud                   |           | |
|                                          |           |                                        |           | |
| janvier 1880                             |           | Jean François Albert Rochon Duvigneaud |           | |
| avril 1890                               |           | Raymond Poumeyrol                      |           | |
|                                          |           |                                        |           | |
|                                          | 1976      | Georges Trijoulet,                     | DVG       | Agriculteur, Président de la Chambre d'agriculture, suppléant du député Alain Paul Bonnet (1973-1978) |
| décembre 1976                            | mars 1977 | Olivier Grandchamps                    |           | |
| mars 1977                                | juin 1995 | Roland Laprade                         | PCF       | |
| juin 1995                                | mars 2008 | Alain Dieuaide                         | PS        | Entrepreneur de maçonnerie, puis retraité                                                             |
| mars 2008 (réélu en mai 2020)            | En cours  | Allain Tricoire                        | SE        | Retraité                                                                                              |

### Jumelages
La commune d'Allemans est jumelée avec la commune italienne de Fontanetto Po depuis 1988, de même que l'ensemble des communes de l'ancien canton de Verteillac.
Depuis 1998, l'équipe de football d'Allemans est jumelée avec celle du Victoria Tus de Rietberg en Allemagne.

## Équipements et services publics

### Justice
Dans le domaine judiciaire, Allemans relève : 
- du tribunal judiciaire, du tribunal pour enfants, du conseil de prud'hommes et du tribunal de commerce de Périgueux ;
- du pôle Nationalité du tribunal judiciaire de Périgueux (compétent uniquement dans le domaine de la nationalité) ;
- de la cour d'appel, du tribunal administratif et de la cour administrative d'appel de Bordeaux.

## Population et société

### Démographie
Les habitants d'Allemans se nomment les Allemansois.
L'évolution du nombre d'habitants est connue à travers les recensements de la population effectués dans la commune depuis 1793. Pour les communes de moins de 10 000 habitants, une enquête de recensement portant sur toute la population est réalisée tous les cinq ans, les populations de référence des années intermédiaires étant quant à elles estimées par interpolation ou extrapolation. Pour la commune, le premier recensement exhaustif entrant dans le cadre du nouveau dispositif a été réalisé en 2006.

En 2022, la commune comptait 543 habitants, en évolution de +3,82 % par rapport à 2016 (Dordogne : +0,37 %, France hors Mayotte : +2,11 %).
| 1793  | 1800  | 1806  | 1821  | 1831  | 1836  | 1841  | 1846  | 1851  |
| ----- | ----- | ----- | ----- | ----- | ----- | ----- | ----- | ----- |
| 1 458 | 1 362 | 1 341 | 1 404 | 1 423 | 1 325 | 1 262 | 1 258 | 1 222 |

| 1856  | 1861  | 1866  | 1872  | 1876  | 1881  | 1886  | 1891  | 1896 |
| ----- | ----- | ----- | ----- | ----- | ----- | ----- | ----- | ---- |
| 1 208 | 1 205 | 1 232 | 1 156 | 1 126 | 1 112 | 1 091 | 1 038 | 966  |

| 1901 | 1906 | 1911 | 1921 | 1926 | 1931 | 1936 | 1946 | 1954 |
| ---- | ---- | ---- | ---- | ---- | ---- | ---- | ---- | ---- |
| 910  | 942  | 860  | 762  | 746  | 701  | 693  | 653  | 631  |

| 1962 | 1968 | 1975 | 1982 | 1990 | 1999 | 2006 | 2011 | 2016 |
| ---- | ---- | ---- | ---- | ---- | ---- | ---- | ---- | ---- |
| 553  | 519  | 511  | 506  | 489  | 540  | 558  | 574  | 523  |

| 2021 | 2022 | - | - | - | - | - | - | - |
| ---- | ---- | - | - | - | - | - | - | - |
| 528  | 543  | - | - | - | - | - | - | - |

## Économie

### Emploi
En 2021, parmi la population communale comprise entre 15 et 64 ans, les actifs représentent 217 personnes, soit 41,1 % de la population municipale. Le nombre de chômeurs (21) a diminué par rapport à 2016 (26) et le taux de chômage de cette population active s'établit à 9,8 %.

### Activités hors agriculture
47 établissements marchands non agricoles sont économiquement actifs en 2021 à Allemans,.
| Secteur d'activité                                                                                        | Commune | Commune | Département |
| Secteur d'activité                                                                                        | Nombre  | %       | %           |
| --- | ------- | ------- | ----------- |
| Ensemble                                                                                                  | 47      |         |             |
| Industrie manufacturière, industries extractives et autres                                                | 6       | 12,8 %  | (8,4 %)     |
| Construction                                                                                              | 10      | 21,3 %  | (13,4 %)    |
| Commerce de gros et de détail, transports, hébergement et restauration                                    | 10      | 21,3 %  | (28,2 %)    |
| Information et communication                                                                              | 0       | 0,0 %   | (1,8 %)     |
| Activités financières et d'assurance                                                                      | 0       | 0,0 %   | (3,6 %)     |
| Activités immobilières                                                                                    | 3       | 6,4 %   | (6,7 %)     |
| Activités spécialisées, scientifiques et techniques et activités de services administratifs et de soutien | 11      | 23,4 %  | (15 %)      |
| Administration publique, enseignement, santé humaine et action sociale                                    | 3       | 6,4 %   | (12,8 %)    |
| Autres activités de services                                                                              | 4       | 8,5 %   | (10,1 %)    |

Le secteur des activités spécialisées, scientifiques et techniques et des activités de services administratifs et de soutien est prépondérant sur la commune puisqu'il représente 23,4 % du nombre total d'établissements de la commune (11 sur les 47 entreprises implantées  à Allemans), contre 15 % au niveau départemental.

#### Entreprises et commerces
L'entreprise ayant son siège social sur le territoire communal qui a généré le plus de chiffre d'affaires en 2023 est « Les Bonbons de Mandy », vente à distance sur catalogue général, avec (262 k€).

### Agriculture
La commune est dans les « Riberacois », une petite région agricole dans le département de la Dordogne. En 2020, l'orientation technico-économique de l'agriculture  sur la commune est la polyculture et/ou le polyélevage. 
|               | 1988  | 2000  | 2010  | 2020  |
| ------------- | ----- | ----- | ----- | ----- |
| Exploitations | 47    | 23    | 23    | 22    |
| SAU (ha)      | 1 405 | 1 042 | 1 620 | 1 542 |

Le nombre d'exploitations agricoles en activité et ayant leur siège dans la commune est passé de 47 lors du recensement agricole de 1988 à 23 en 2000 puis à 23 en 2010 et enfin à 22 en 2020, soit une baisse de 53 % en 32 ans. Le même mouvement est observé à l'échelle du département qui a perdu pendant cette période 60 % de ses exploitations (passant de 15 825 à 6 328),. La surface agricole utilisée sur la commune a quant à elle augmenté, passant de 1 405 ha en 1988 à 1 542 ha en 2020. Parallèlement la surface agricole utilisée moyenne par exploitation a augmenté, passant de 30 à 70 ha.

## Culture locale et patrimoine

### Lieux et monuments
- Château du Meynard, XIXe siècle
- Château de la Rigaudie, XIXe siècle
- Panorama de la croix de la Chapelle (calvaire indiquant l'emplacement de l'ancienne chapelle Saint-Roch)
- L'église Saint-Pierre-aux-Liens, avec son clocher caractéristique style Paul Abadie, architecte des cathédrales de Périgueux et d'Angoulême, date des XIIe et XVe siècles. Elle est inscrite monument historique depuis 1926[77]
- Le manoir du Lau, dit le Presbytère, est situé au bourg au pied de l'église. Il a été érigé au XVIe siècle par la famille du Lau d'Allemans et possède une tour octogonale[78]. Après avoir servi de presbytère, il devient propriété de la commune en 1905 et sert successivement de logement pour l'institutrice, de cantine scolaire, puis est transformé en logements sociaux jusqu'en 2002[79],[80]. Créée en 2015, une association pour sa sauvegarde en prévoit la restauration, aidée par la Fondation du patrimoine[79],[80]. Lors de la Seconde Guerre mondiale, il a été réquisitionné par les Allemands pour leur servir de cantonnement[79],[80].

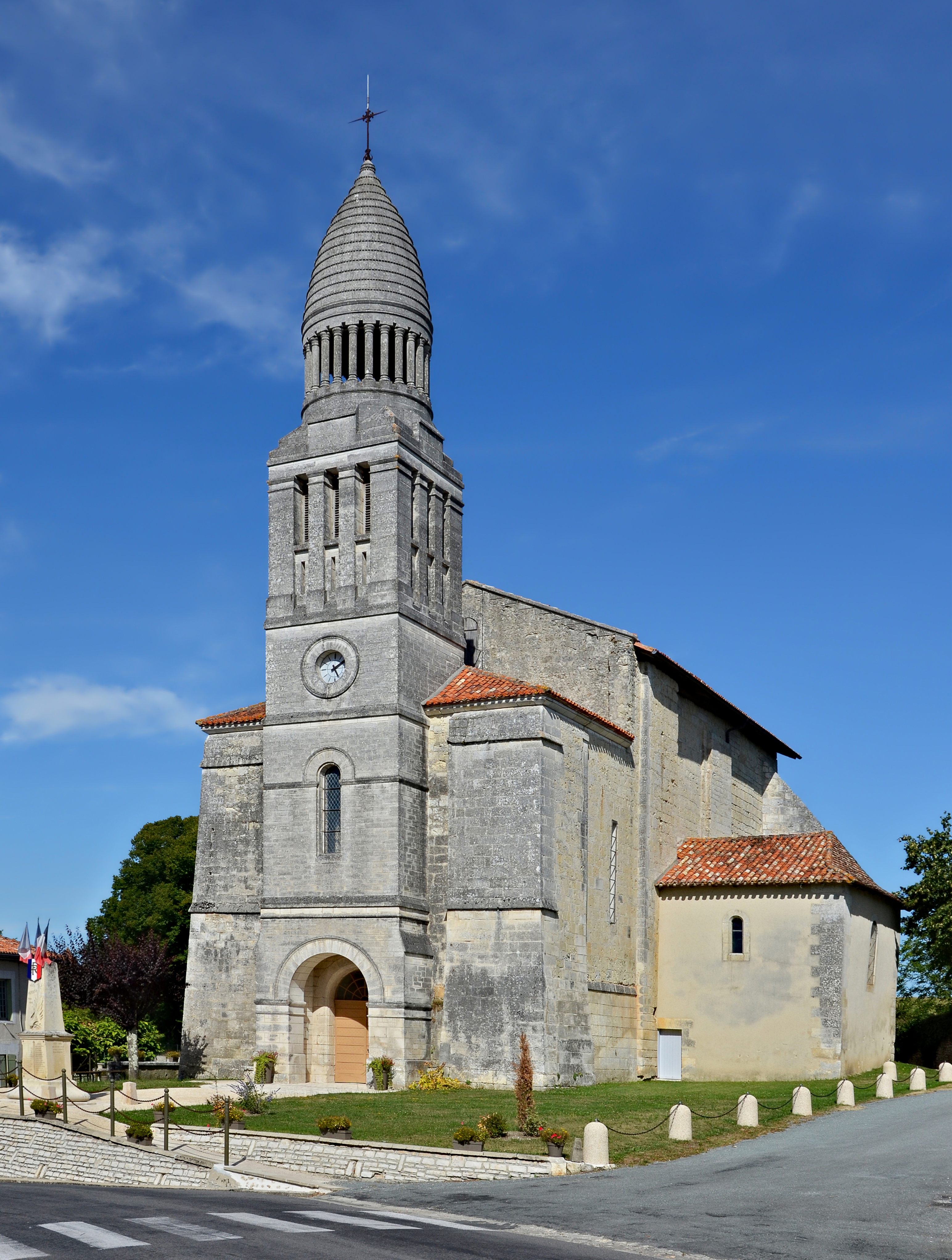
L'église Saint-Pierre-aux-Liens et son clocher-porche.
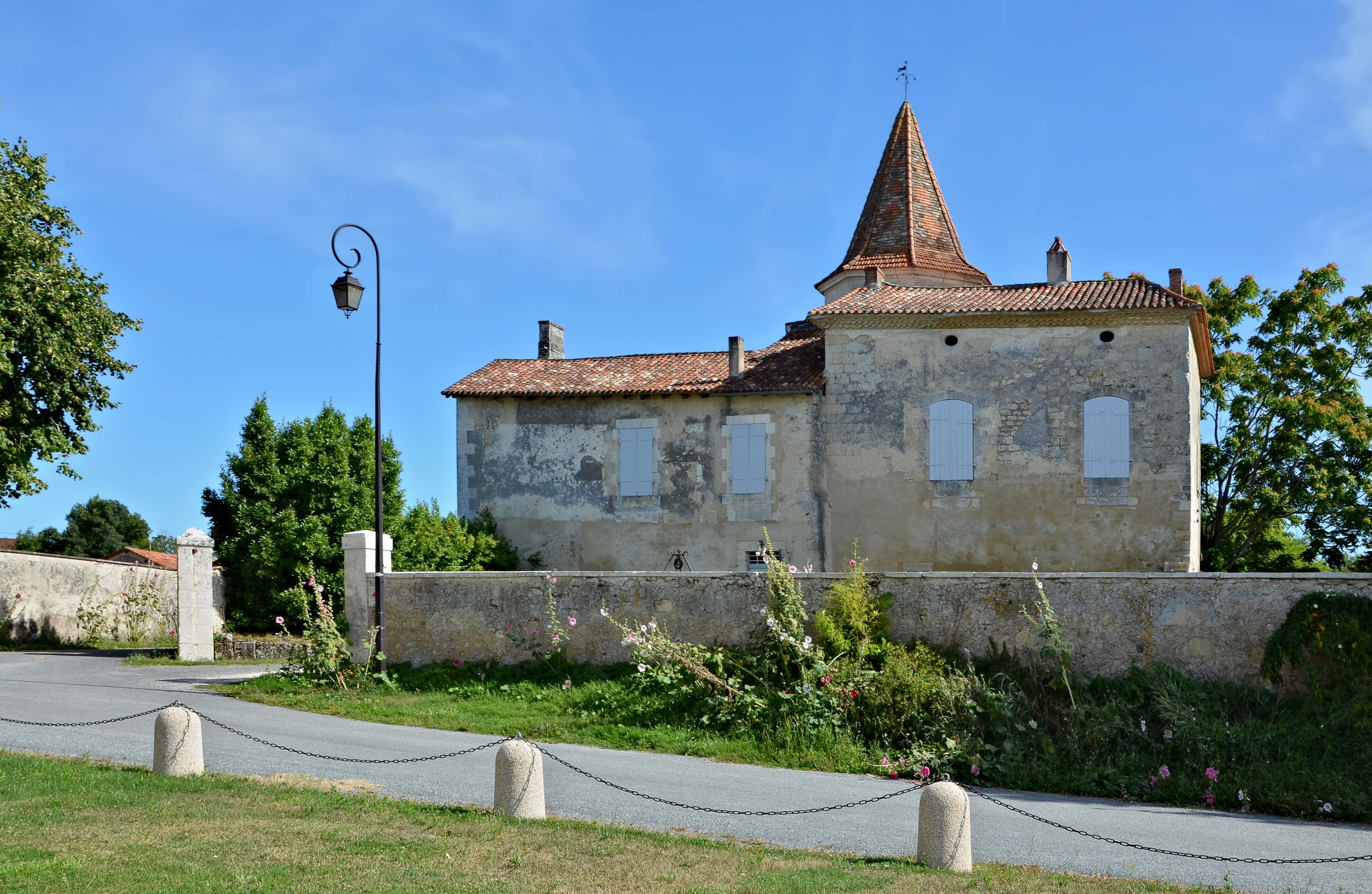
Le manoir du Lau.
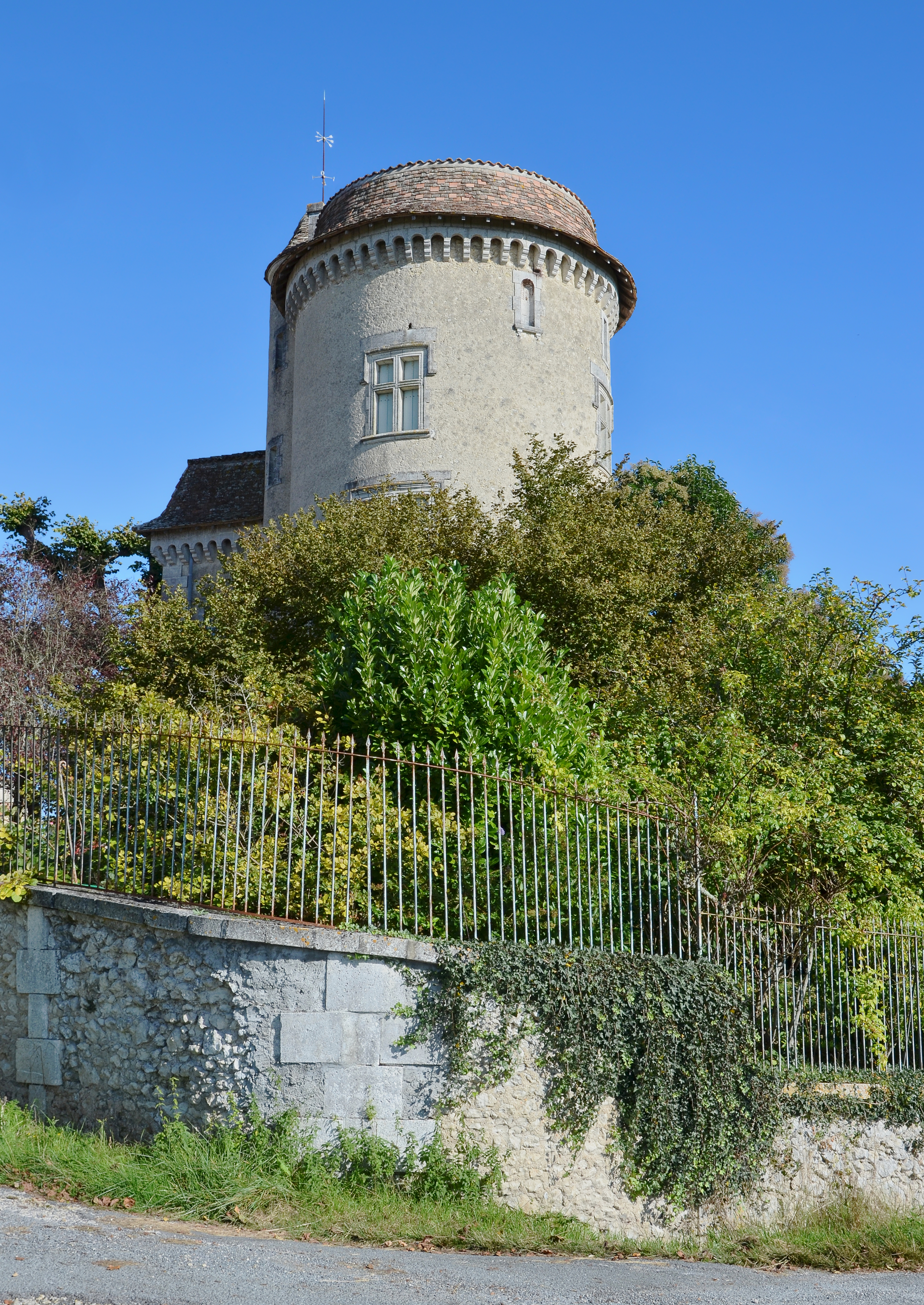
Le château du Meynard : tour-logis.

### Personnalités liées à la commune
- Maxence Bibié (1891-1950), homme politique, né à Allemans.
- Élie Dupeyrat (1840-1930), né le 19 octobre 1840 à Savignac d'Allemans. « Musicien, professeur, compositeur, vendeur et réparateur d'instruments de musique », « il ouvre en 1873 […] sa propre maison d'édition de musique » et devient, « autour des années 1900, l'un des plus importants éditeurs de musique populaire en France »[81],[82].
- Jean de Malet (1753-1849), magistrat et homme politique né à Allemans, maire de Sorges, député de la Dordogne.
- Joseph Morand (1757-1813), général de la Révolution et du Ier Empire, né à Allemans, mort au champ d'honneur à Boizenburg.

### Héraldique
| Blason de Allemans | Blason  | D'azur à deux chaînes d'argent passées en sautoir ; à la fasce d'or chargée d'un lion léopardé de gueules, brochante. |
| Blason de Allemans | Détails | Le statut officiel du blason reste à déterminer.                                                                      |

## Pour approfondir